# Muzeum letectví Košice
Muzeum letectví v Košicích (slovensky Múzeum letectva Košice) je expozicí Slovenského technického muzea. Jsou zde vystaveny sbírky spalovacích a proudových motorů, originály stíhacích letounů a vrtulníků, repliky historických letadel, galerie prezidentských letadel, měřící a navigační přístroje, letecká výstroj, ukázky leteckých modelů a maket. Dále je zde expozice silniční dopravy a také výstava věnovaná osudům Slováků v Royal Air Force v letech 1940 až 1945.

## Založení
V roce 1927 bylo v Košicích uvedeno do provozu druhé letiště na Slovensku, tvořící významný dopravní uzel na východě tehdejšího Československa. Od roku 1947 je v Košicích otevřeno Technické muzeum, předchůdce Slovenského technického muzea. Historie leteckého školství sahá do roku 1959, kdy vzniklo v Košicích Letecké učiliště. 1. září 1973 byla založena Vysoká vojenská letecká škola SNP (VVLŠ SNP). Po rozdělení Československa byla roce 1993 Vysoká vojenská letecká škola SNP přejmenována na Vysokou vojenskou školu letectví generála Milana Rastislava Štefánika a v roce 1996 přejmenována na Vojenskou leteckou akademii gen. M. R. Štefánika v Košicích. Ta byla sloučena s Technickou univerzitou v Košicích a od roku 2005 je Leteckou fakultou Technické univerzity v Košicích. V Košicích sídlí také aeroklub. Jedním z hlavních důvodů založení Muzea letectví bylo, že ve Slovenském technickém muzeu byla soustředěna starší letecká technika, hlavně vzácné kolekce leteckých motorů, měřicích, navigačních a jiných přístrojů, používaných v letadlech. Ke zpřístupnění Muzea letectví veřejnosti došlo ve dvou etapách, 23. srpna 2002 byla otevřena první a 3. října 2003 druhá část.

## Expozice

### Počátky letectví do roku 1945
Tuto expozici reprezentuje zejména 20 leteckých motorů, kde podle časové osy je první vodou chlazený motor Austro-Daimler o výkonu 162 HP vyráběný od roku 1916 a používaný v letadlech Aviatik D.I a Lohner C.I. Dále také motory německé, francouzské, ruské a rakouské výroby. Z československé produkce je nejzajímavějším motorem devítiválcový vzduchem chlazený Walter Scolar o výkonu 160 HP při 2200 ot/min. Vyráběn byl firmou Walter v Praze od roku 1936.
Zajímavý je i letecký motor ZOD-260, vzduchem chlazený dvoutaktní hvězdicový šestiválec z Československé zbrojovky Brno, nebo letecký motor Tatra. Zajímavé jsou i informace o vynálezu vrtulníku s benzínovým motorem, který vynalezl Ján Bahýľ (1905), vynálezu padáku (Štefan Banič, 1913) a významné osobnosti, generálu francouzské armády, vědci, letci a politikovi Milanu Rastislavu Štefánikovi.
Letadla zde zastupují modely, mezi nimiž je největším Avia Bk-534, v barevném provedení odpovídajícím letecké jednotce Československého letectva umístěné ve Spišské Nové Vsi, dolnoplošník s podpěrami Avia BH-11 a dvouplošník z konce I. světové války SPAD S.XIII. Motory z období II. světové války mezi jinými zastupuje Junkers Jumo 004, který byl prvním sériově použitým proudovým motorem na světě.

### Letectví od roku 1945
Expozice prezentuje vzájemně postupující vývoj letecké techniky a leteckých motorů. V SSSR byl mezi prvními turbokompresorový motor RD-9 s axiálním kompresorem. Používán byl do sériově vyráběného letadla MIG-19S. Československý výrobce leteckých motorů Motorlet v Praze-Jinonicích se od roku 1969 zaměřil na výrobu turbovrtulových motorů M-601 používaných ve dvoumotorových letadlech československé výroby L-410 Turbolet vyráběných v závodě LET Kunovice. Zástupcem poválečných letadel používaných zejména společnostmi Agrolet a později Slov-Air je samonosný dolnoplošník s celokovovým křídlem Z-37 Čmelák. Úspěšná byla i letadla L-200 Morava (celkem vyrobeno 367 letadel), větroň Blaník (VZLÚ Praha-Letňany), který sloužil pro výcvik od 50. let 20. století do počátku 21. století s úspěchem i v zahraničí (Chile, Argentina, Kanada, Velká Británie).
V expozici se nachází i bezpilotní systém VR-3 Rejs vyvinutý v polovině 60. let ve verzích: fotografická, televizní systém a systém pro monitorování úrovně radiace.

### Galerie prezidentských letadel
Název expozice má původ v darech prezidentů zemí Evropy, Severní Ameriky a Asie prezidentovi Rudolfu Schusterovi. Prvním byl dar prezidenta Ukrajiny Leonida Kučmy – letadlo Suchoj Su-15.
Pak následovaly stroje:
- 2003 – letadlo polské konstrukce a výroby TS-11 Iskra, dar polské vlády
- letadla, která přiletěla do Košic:
  - Mirage III RS, dar vlády Švýcarské konfederace
  - 2004 – Phantom F-4F, dar prezidenta Spolkové republiky Německo
- Mirage IIIE na podnět francouzského prezidenta J. Chiraca
- 8. srpna 2003 byl dovezen stroj F-104 Starfighter, dar italského prezidenta Azeglia Ciampiho
- Stíhač Northrop NF-5A, dar prezidenta Řecké republiky Konstantinos Stefanopulose
- 2004 – McDonnell Douglas F-4 Phantom II, dar prezidenta Spolkové republiky Německo (dovoz schválen vládou USA)
- 2005 – vrtulník Bell UH-1 Iroquois (Huey), dar Národní gardy státu Indiana
- Saab 37 Viggen, dar Švédského království
- Saab 35 Draken, dar vlády Rakouské republiky
- Stíhací-bombardovací letoun Nanchang A-5 / Q-5, dar vlády Čínské republiky (jediný svého druhu v Evropě)
- 2007 – Soko J-22 Orao, dar vlády Rumunska
- Suchoj SU-22M3, dar Maďarska
- Vrtulník Alouette II, dar Belgického království
- 2004 – dvouplošník Polikarpov Po-2 „Kukuruznik“, v letuschopném stavu, dar prezidenta Ruské federace Putina[4]
- Dvojplošník Antonov An-2, dar z Ukrajiny
- 2012 – Messerschmitt Bf 109[5], vyměněn s Německem za motor
- 2013 – MiG-29, z Vojenského historického ústavu v Praze
- 2014 – Iljušin Il-18, dar maďarského premiéra Viktora Orbána

### Letecká přístrojová technika
Do expozice je od roku 2013 zařazena výstava „Letecká meteorologie“, statutární výstava ze sbírek STM – fyzika a letectví. V ní jsou prezentovány základní poznatky meteorologie jako vědní disciplíny, s důrazem na význam meteorologických měření pro bezpečnost letového provozu. Význam meteorologie a přístrojové techniky narostl s vývojem samotné letecké techniky. Základem výstavy jsou přístroje pocházející z daru Slovenského hydrometeorologického ústavu v Bratislavě pro STM v 60. letech 20. století. Výstava byla zpřístupněna v roce 2010 k příležitosti 130. výročí narození M. R. Štefánika.

### Letecké technologie – vývoj leteckých konstrukcí
Expozice byla zpřístupněna 19. dubna 2011 a má za cíl seznámit návštěvníka s vývojem konstrukcí. K tomu slouží exponáty s odstraněnou částí konstrukcí, či potahu. Tak se návštěvník může seznámit s částmi a technologiemi běžně ukrytými zraku diváka.
Kromě takto upravených motorů, například i RD-45, zaujme letadlo Let L-200 Morava, větroň WT-3 a rogalo Ultra light.

### Expozice silniční dopravy
1. května 2008 byla zpřístupněna první část expozice věnované silniční dopravě. V roce 2012 expozice obsahovala 30 historických automobilů, 8 motorů a zastoupena jsou i oblíbená dobová jízdní kola. Expozice byla vytvořena ve spolupráci s „Veterán klubem CASSOVIA RETRO Košice“, většina veteránů je pojízdná a účastní se jízd historických vozidel. Počet a druhy vozidel se mění. Ze sbírek Slovenského technického muzea jsou vzácné zejména polokabriolet Tatra 57 (1932), Praga Piccolo (1934) a Opel Kapitän (1950). Dalšími vozy jsou Citroën z roku 1939 a Chevrolet z roku 1940 s šestiválcovým motorem nebo také automobil Jawa Minor Roadster. Motocykly reprezentují ČZ, Jawa pérák.